# Paul Abraham
Paul Abraham nebo Pál Ábrahám (2. listopad 1892, Apatin – 6. květen 1960, Hamburk, Německo) byl maďarský hudební skladatel a dirigent. Autor operet.

## Život
Narodil se v Apatinu, jež dnes leží na území Srbska (ve Vojvodině), tehdy šlo o součást Rakouska-Uherska. Studoval na Liszt Ferenc Zeneművészeti Egyetem v Budapešti, hru na cello u Čecha Adolfa Schiffera a skladbu u Viktora Herzfelda. Působil poté v Budapešti, Vídni a Berlíně. Po nástupu Hitlera k moci v roce 1933 emigroval přes Vídeň a Paříž na Kubu a do USA (New York), do Evropy se vrátil až v roce 1956 a až do své smrti žil v Hamburku.
Zkomponoval 13 operet, první roku 1928. Některé získaly světovou popularitu (Viktorie a její husar, Ples v Savoji a další). Je autorem i filmové hudby.